# Aprim Khamis
Aprim Khamis – duchowny Asyryjskiego Kościoła Wschodu, od 1994 biskup Zachodnich Stanów Zjednoczonych. Sakrę otrzymał w 1973 roku jako biskup Al-Basry.